# Irlanda (serie de televisión)
Irlanda (en hangul, 아일랜드; romanización revisada, Airlaend) es una serie de televisión surcoreana de 2004 protagonizada por Lee Na Young, Kim Min Joon, Kim Min Jung y Hyun Bin. Fue transmitida en su país de origen por MBC desde el 1 de septiembre hasta el  21 de octubre de 2004, con una longitud de 16 episodios emitidos miércoles y jueves a las 21:55 (KST).

## Argumento
Adoptado en una familia irlandesa y creciendo en Irlanda, Lee Joong Ah / Georgia Shaw (Lee Na Young) queda devastada cuando toda su familia es asesinada después de que su hermano se involucra con el Ejército Republicano Irlandés (IRA). Ella queda traumatizada profundamente, atormentada por la culpa y decide viajar a su tierra natal para buscar a su verdadera familia. Ella se encuentra con rapidez con Kang Gook (Hyun Bin), un joven solitario que se ofrece a ayudarla en su misión, acompañándola. 
El destino hace que se cruce con su hermano biológico, Jae Bok (Kim Min Joon) cuando ella lo salva de un accidente, pero sin saber que están relacionados. Jae Bok es un holgazán que vive con su novia Shi Yeon (Kim Min Jung), una actriz de cine para adultos de buen corazón que es el sostén de su familia. Los cuatro continúan con su vida, sin darse cuenta de la gravedad que este encuentro casual tendrá en sus vidas

## Reparto

### Personajes principales
- Lee Na Young como Georgia Shaw / Lee Joong Ah.[3]
- Kim Min Joon como Lee Jae Bok.
- Kim Min Jung como Han Shi Yeon.
- Hyun Bin como Kang Gook.

### Personajes secundarios
- Lee Hwi Hyang como Kim Boo Ja.
- Kim In Tae como Han Sang Man.
- Lee Dae Yeon como Noh Dong Suk.
- Im Ye Jin como Kwon Byung Ran.
- Kim Chang Wan como Moon Jae Seok.
- Song Seung Hwan como Park Sa Jang.
- Yoon Ji Hye como Go Yang Sook.
- Jung Seung Woo como Baek Ki Woong.
- Kim Sung Kyum.
- Yoon Yuh Jung.
- Suh Ji Suk.
- Lee Bong Gyu.
- Hwang Bo.

## Premios y nominaciones
| Año  | Premio               | Categoría                       | Nominado     | Resultado |
| ---- | -------------------- | ------------------------------- | ------------ | --------- |
| 2004 | MBC Drama Awards     | Premio a la excelencia, Actriz  | Lee Na Young | Ganador   |
| 2004 | MBC Drama Awards     | Mejor actor nuevo               | Hyun Bin     | Ganador   |
| 2004 | MBC Drama Awards     | Mejor actriz nueva              | Kim Min Jung | Ganador   |
| 2004 | MBC Drama Awards     | Premio a la popularidad, Actriz | Lee Na Young | Ganador   |
| 2005 | Baeksang Arts Awards | Mejor Drama                     | Irlanda      | Nominado  |
| 2005 | Baeksang Arts Awards | Mejor director nuevo (TV)       | Kim Jin Man  | Ganador   |
| 2005 | Baeksang Arts Awards | Mejor actor nuevo (TV)          | Hyun Bin     | Nominado  |